# Hall of Fame Open 2017
L'Hall of Fame Open 2017, anche conosciuto come Dell Technologies Hall of Fame Open for The Van Alen Cup per motivi di sponsorizzazione, è stato un torneo maschile di tennis giocato sull'erba. È stata la 42ª edizione dell'Hall of Fame Tennis Championships, che fa parte della categoria ATP Tour 250 nell'ambito dell'ATP World Tour 2017. Il torneo si è giocato all'International Tennis Hall of Fame di Newport dal 17 al 23 luglio 2017.

## Partecipanti

### Teste di serie
| Nazionalità     | Giocatrice             | Ranking* | Testa di serie |
| --------------- | ---------------------- | -------- | -------------- |
| Stati Uniti     | John Isner             | 21       | 1              |
| Croazia         | Ivo Karlović           | 23       | 2              |
| Francia         | Adrian Mannarino       | 51       | 3              |
| Francia         | Pierre-Hugues Herbert  | 70       | 4              |
| Rep. Dominicana | Víctor Estrella Burgos | 96       | 5              |
| Slovacchia      | Lukáš Lacko            | 105      | 6              |
| Stati Uniti     | Tennys Sandgren        | 106      | 7              |
| Ucraina         | Illja Marčenko         | 117      | 8              |

* Ranking al 3 luglio 2017

### Altri partecipanti
I seguenti giocatori hanno ricevuto una wild card per il tabellone principale:
- Thai-Son Kwiatkowski
- Michael Mmoh
- Rajeev Ram

I seguenti giocatori sono passati dalle qualificazioni:

- Frank Dancevic
- Matthew Ebden
- Samuel Groth
- Austin Krajicek

## Campioni

### Singolare
John Isner ha sconfitto in finale  Matthew Ebden con il punteggio di 6-3, 7–6(4).
- È l'undicesimo titolo in carriera per Isner, il primo della stagione.

### Doppio
Aisam-ul-Haq Qureshi /  Rajeev Ram hanno sconfitto in finale  Matt Reid /  John-Patrick Smith con il punteggio di 6-4, 4-6, [10-7].